# Drei reizende Schwestern: Familienfest mit Folgen
Familienfest mit Folgen ist der erste Schwank der Drei-reizende-Schwestern-Reihe aus dem Jahr 1984. Er wurde am 28. Dezember 1984 zum ersten Mal im Programm des Fernsehens der DDR ausgestrahlt.

## Handlung
Olga Knopf hat Geburtstag und erwartet ihre beiden Schwestern Mathilde und Irmgard zu Besuch. Als erste erscheint Mathilde Lehmberg. Als diese von einer neuen Männerbekanntschaft berichtet, macht Olga ihr gleich Vorwürfe, dass sie in ihrem Alter das doch gar nicht mehr nötig habe. Olga hingegen hat eine künstlerische Ader und schwelgt oft in Erinnerungen an ihre Zeit beim Varieté, obwohl sie dort nur als Schneiderin arbeitet. Seit 26 Jahren hat sie den Pflegesohn Tassilo, der nach ihren Vorstellungen Künstler werden soll, jedoch noch immer recht erfolglos das Jonglieren übt. Entsprechend geht immer wieder viel Geschirr zu Bruch.
Schon bald trifft auch die dritte Schwester, Irmgard Schulze-Knopf, ein und berichtet von ihrer gerade abgeschlossenen Scheidung. Das Gespräch bricht ab, als die Ballettmeisterin Vera Unentwegt eintrifft und alle Aufmerksamkeit und Gespräche sogleich auf sich zieht. Nach vier erfolglosen Ehen habe sie sich gerade frisch verliebt – ausgerechnet in Irmgards Exmann Christoph-Maria Schulze. Entsprechend  frostig ist das Verhältnis zwischen den beiden Rivalinnen, die sich permanent gegenseitig beleidigen. Kurze Unterbrechung bringt der Hausmeister Fritz Baumann, der die Kaffeetafel stört, weil er die Wohnung wegen einer bevorstehenden Sanierung vermessen will. Zusammen mit seinem Sohn Udo bringt er damit die gesamte Geburtstagsgesellschaft durcheinander. In seiner Ungeschicktheit produziert Udo auch gleich einen Kurzschluss. Kaum geht das Licht wieder, kommt die Nachbarin Fräulein Birnstengel zum Gratulieren und spielt auf ihrem Cello ein Ständchen für Olga. Doch die Baumanns lassen sich bei ihren Vorbereitungsarbeiten nicht stören und am Ende muss sich die Geburtstagsgesellschaft zurückziehen und die Schwestern beschließen, die Feier einige Tage später in Irmgards Café fortzusetzen.
Als erste trifft Fräulein Birnstengel mit ihrem Cello ein und spielt zusammen mit Udo ein Lied. Er ist mit seinem Vater erschienen, weil dieser sich für sein Verhalten an Olgas Geburtstag entschuldigen will. Irmgard ist das ganz recht, denn so kann Fritz Baumann gleich mal die defekte Heizung im Café reparieren. Sie selber macht sich derweil mit Olga auf den Weg zum Großmarkt, um Getränke einzukaufen. In der Zwischenzeit nutzt Christoph-Maria Schulze seine Chance, das ihm bei der Scheidung zugesprochene Mobiliar des Cafés abtransportieren zu lassen. So richtig wohl ist ihm allerdings nicht dabei, aber Vera Unentwegt hat ihm keine Ruhe gelassen. Kurzerhand hat sich Irmgard leihweise Möbel bei der Stadt bestellt, die jeden Moment eintreffen sollen. Bevor es aber so weit ist, verirrt sich eine fremde Frau in das Café, die allerdings keinen Kaffee trinken will, sondern nur Interesse für die Bar und die hochprozentigen Getränke zeigt. Nach einer Weile stellt sich die Frau als Alice Kümmel und Bekannte von Udo Baumann vor. Fritz hält sie deshalb für Udos Freundin, die von ihm angeblich ein Kind erwartet. Aufgrund des fortgeschrittenen Alters und des sehr gewöhnlichen Benehmens ist Fritz nicht sehr begeistert von der Frau. Glücklicherweise stellt sich das Ganze als Irrtum heraus, denn Udo und Tassilo hatten Frau Kümmel nur als neue Putzfrau für das Café angeworben.
Unerwartet erscheint Christoph-Maria bei seiner Ex-Frau Irmgard und bittet sie um Entschuldigung. Er hat eingesehen, dass Vera Unentwegt wohl doch nicht die richtige Frau für ihn ist. Bei seiner Schilderung bemerkt Irmgard, dass Christoph-Maria auf einen Streich Mathildes hereingefallen ist. Sie hatte den Bauchredner Antonio zu Vera geschickt, weil diese angeblich ein sehr wirksames Hausmittel gegen dessen Erkältung und plötzlich aufgetretenen Heiserkeit hätte. Nun hatte Christoph-Maria Vera und den im Bett liegenden Künstler überrascht und sich seine Gedanken dazu gemacht. Aus Rache will Christoph-Maria nun Tische und Stühle seiner Exfrau zum Geschenk machen. Irmgard hat jedoch ihren Stolz und nimmt die Gabe nicht an. Ihr ist die Genugtuung ausreichend, ihren Exmann am Boden zerstört zu sehen. Doch als die Gemeinde die Möbel bringt und diese nicht für ein Café geeignet sind, muss Irmgard dann doch ihre alten Möbel annehmen. Nun können die Schwestern endlich Olgas Geburtstag in Ruhe feiern.

## Hintergrund
Hausmeister Fritze Baumann ist der jüngere Bruder von Maxe Baumann, der aus der gleichnamigen Lustspielreihe bekannt ist.

## Kritik
Für den film-dienst war Familienfest mit Folgen eine „turbulente (Fernseh-)Komödie um verletzte Eitelkeiten und kleine verdeckte Feindseligkeiten, die unter dem Deckmantel der Freundschaft gepflegt werden.“